# 大島貞薫
大島 貞薫（おおしま さだか、1806年11月20日（文化3年10月11日） - 1888年（明治21年）10月24日）は、但馬国（兵庫県）出身の洋兵学者。維新後の明治初期には兵学寮で西洋式陸軍幹部の育成に貢献した。

## 経歴
1806年（文化3年）に但馬国養父郡に生まれる。旗本の大藪領主小出英道の家臣。国詰であったが、洋式兵学に詳しい大島を領主の小出英道が江戸へ召し寄せ、嘉永の頃に下曽根信敦の門下となる。
蘭学・蘭式兵学を学ぶほか、佐久間象山・高島秋帆・勝海舟などと往来して研究を進めた。後に郷里に帰り、私塾「松風竹露邨舎」を開いて蘭式兵学を師弟に教えた。幼名は元也、後に肇。17歳で幸兵衛を名乗り、33歳で家督を継いで万兵衛と変えた。諱に忠謙、貞謙、最後に貞薫とした。他に貞右衛門と表記される場合もある。
1856年（安政3年）3月8日に講武所砲術教授方の下曽根信敦（金三郎）の指揮のもと、駒場野で大規模な洋式調練が行われ大島も第三隊教佐脇として参加している。
紀州藩は1865年（慶応元年）から1868年（慶応4年・明治元年）にかけてプロシア式国民皆兵主義を取り入れた軍制改革を行ったが、大島はこれに兵式顧問として招聘され、軍事指導を行っている。
明治政府が直属軍の整備を始めた1868年（慶応4年）5月23日から京都兵学校の御用掛・教授として採用され、11月8日付で兵学権允に補任され組織と共に大阪兵学寮に移り、1870年（明治3年）8月には兵学允に昇進、10月からは同じく大阪において高畠道憲と宮本信順と共に徴兵掛を命じられた。これには翌月に発布された「徴兵規則」に配慮したものだった。
1871年（明治4年）春に大阪兵部省で実施された徴兵検査では検査場幹事を担当した。11月9日には兵学少教授となり、翌1872年（明治5年）1月26日には兵学寮教授として東京兵学寮に着任した。再び徴兵掛を命ぜられたが、これも翌1873年（明治6年）1月に発布される「徴兵令」を前にした人事であり、施行前には曾我祐準・宮本信順と共に兵部大輔の山縣有朋より徴兵令の内容について諮問を受けている。
この年1月20日には兵学侍講御用を命じられ、明治天皇に西洋兵学を進講した。6月13日、辞表提出。位一級を進められて従六位となり、7月10日に退任。悠々自適な隠居生活を送った後、東京で1888年（明治21年）10月24日に83歳で死去した。

## 人物

### 徴兵制推進論者
- 兵学寮で指導をしていた当時は陸軍兵制の確立に向けて、国民皆兵志向であり徴兵を基本とするフランス式兵制を推進する大村益次郎派（農兵論）と、士族藩兵を中心にイギリス式兵制を進める大久保利通派（藩兵論）が争っていて、大村死後も山田顕義達がその遺策を受け継いで対立が続いていた。大島は大村の系統に属しており、フランス式の急進派であった。
- 兵学寮では原田一道や揖斐章と共に近代陸軍に必要な士官を育てており、後に大島義昌、大久保春野、児玉源太郎を輩出した。
- 大阪兵学寮にはフランス式兵制を教育中の教導隊（青年学舎）の他に、隊員の出身藩と同じ山口・岡山・鳥取藩士ら、屯所兵隊と呼ばれる集団が居り、厳しい修練を課す原田や揖斐が彼らに寮内で佩刀を禁止したことにより、旧身分意識の強い鳥取藩士が騒動を起こし、長州藩士の多くもこれに続いて反乱寸前となり処罰が行われた。この件では後に教官側の揖斐も謹慎処分に処されている。このような対立の一方で、大島は厳しいフランス式修練とは別に、外国の士官が優遇されていることを引き合いに待遇改善を主張した。
- 貞薫が学び、教えた兵学は、当初は江戸時代の蘭学者が教範を翻訳して学んだオランダ式兵制のものであった。これはナポレオン戦争によって大陸諸国に普及した兵制であり、フランス式の影響を大きく受けており、蘭学者が学んだ教範自体がフランス語をオランダ語に翻訳したものもあった[7]。幕末から明治にかけてオランダ式兵制はフランス式兵制に移行したが、この転換は比較的スムーズにおこなわれ、兵学寮では教官により一部の号令にオランダ語が使用されるなどした。このフランス式兵制は徴兵制に基づく国民皆兵を前提としており、貞薫の持論である国民皆兵主義や徴兵制推進に大きな影響を与えた。
- 普段は温厚で感情を露わにするようなことはなかったが、兵制などの自己学理に関わる議論には非理を決めて妥協を許さない態度を取った。

## 翻訳・著作
- 『抜隊龍図解』、1856年（安政3年）
- 『砲軍操法』、1857年（安政4年）
- 『臥榻兵話』、1862年（文久2年）

## 血縁
- 父：貞利（小出氏家臣、大島家当主）
  - 本人：大島貞薫
  - 妻：教子
    - 長男：貞敏（大村益次郎の江戸在中時代の門下生。後に大阪控訴院検事長、関西大学創立に関与）
    - 次男：貞恭（別名に恭次郎、恭二郎。父と共に勤めた京都兵学校では教授方助役。原田一道にも学ぶ。後に陸軍少将）
    - 三男：貞益（別名に益三郎。保護貿易論者の経済学者で「日本のリスト」と呼ばれた）

  - 弟：黒沢貞備（新左右衛門。黒沢家へ養子に行き、文久二年の文久遣欧使節では主君の京極高郎（能登守）に同行してヨーロッパを視察[8]）